# Gérard Paul Deshayes
Pour les articles homonymes, voir Deshayes.
Ne doit pas être confondu avec Paul Deshayes.
Gérard Paul Deshayes (13 mai 1795 - 9 juin 1875), est un géologue et conchyliologue français.

## Biographie
Il naît à Nancy où son père est professeur de physique expérimentale à l'école centrale du département de la Meurthe.
Il étudie la médecine à Strasbourg mais il l'abandonne pour se consacrer à l'histoire naturelle. Il suit les cours de Lamarck à Paris. Pendant quelque temps il donne des cours particuliers de géologie puis enseigne l'histoire naturelle au Muséum national d'histoire naturelle.
Il se distingue par ses recherches sur les mollusques fossiles du Tertiaire du bassin parisien et d'autres régions. Il travaille avec le baron de Férussac (1786-1836) - pour son ouvrage sur les mollusques – et Jean-Baptiste Bory de Saint-Vincent (1778-1846) et Étienne Geoffroy Saint-Hilaire (1772-1844) au sein de l'équipe du Dictionnaire classique d'histoire naturelle (1822-1831). Il étudie les relations entre ces fossiles et les espèces modernes dès 1829 et parvient à des conclusions similaires à celles de Lyell, ce qui aide ce dernier pour la classification du Tertiaire en époques Éocène, Miocène et Pliocène.
Il fit partie de l'expédition de Morée en 1829 où il accompagne J.-B. Bory de Saint-Vincent.
Deshayes est un des premiers membres de la Société géologique de France aux côtés d'Ami Boué (1794-1881) et de Louis Constant Prévost (1787-1856) en 1832. En 1839, il commence la publication de son Traité élémentaire de conchyliologie dont la dernière partie est publiée en 1858. La même année (1839) il voyage en Algérie, encore aux côtés de Bory de Saint-Vincent, pour le compte du gouvernement français et passe trois ans à explorer ce pays. Son principal ouvrage tiré de ce voyage est Mollusques de l'Algérie publié, mais incomplet, en 1848.
En 1870, la Geological Society of London lui décerne la médaille Wollaston. Il meurt à Boran-sur-Oise. 
La notoriété dont jouissait Deshayes est attestée par le nombre d'espèces vivantes ou fossiles qui lui ont été dédiées par différents auteurs. Citons quelques exemples : 
- Deshaysites deshayesi, une Ammonite du Crétacé
- Glycymeris deshayesi, un Mollusque Bivalve fossile
- Gonospira deshayesi, un Mollusque Gastéropode terrestre endémique de la Réunion
- Cymbiola deshayesi, un Mollusque  Gastéropode marin du Sud Pacifique
- Callochiton deshayesi  un Mollusque Polyplacophore de l'Océan Indien et du Sud Pacifique
- Deshayesorchestia (= Talorchestia )deshayesi, un Crusatacé Amphipode du haut des plages européennes
- Ebalia deshayesi , un Crustacé Décapode

D'autre part, le nom de "glande de Deshayes" a été attribué  à une formation longeant la branchie des Mollusques Bivalves térédinidés ("tarets") par Sigerfoos en 1908 (Sigerfoos C.E..1908. Natural history, organization and development of the teredinidae, or shipworms. Bull. Bur. Fish. Was.  37: 191-231). Cette glande, signalée pour la première fois par Deshayes, abrite des bactéries symbiotiques, dont Teredinibacter turnerae (Micro Wiki. Teredinibacter turnerae), capable de dégrader la cellulose, de fixer l'azote gazeux et de produire des substances antibiotiques.  

## Publications
- Volumes II et III de l'Histoire naturelle des vers, parus dans l'Encyclopédie méthodique en 1830 et 1832
- Description des coquilles fossiles des environs de Paris (2 volumes, 1824-1837)
- Traité élémentaire de conchyliologie avec les applications de cette science à la géologie (1839-1853)
- Description des animaux sans vertèbres découverts dans le bassin de Paris (3 volumes, 1856-1866)
- Catalogue des mollusques de l'île de La Réunion (1863).

## Source
- (en) « Gérard Paul Deshayes », dans Encyclopædia Britannica [détail de l’édition], 1911 (lire sur Wikisource).